# Auê do Terra
Auê do Terra é o quarto álbum de estúdio lançado pelo grupo musical de samba Terra Samba. O álbum recebeu da ABPD o disco de ouro.
A faixa "Palpite" é uma regravação da canção lançada originalmente por Vanessa Rangel.

## Faixas
| N.º | Título                | Duração |  |
| 1.  | "No Ponto"            | 3:09    |  |
| 2.  | "Suingue Do Terra"    | 3:53    |  |
| 3.  | "Banho De Chuveiro"   | 3:43    |  |
| 4.  | "Madeira"             | 3:49    |  |
| 5.  | "Trenzinho Do Amor"   | 3:05    |  |
| 6.  | "Dáli Louco"          | 3:16    |  |
| 7.  | "Eta Lelê"            | 3:28    |  |
| 8.  | "Lábios De Mel"       | 3:29    |  |
| 9.  | "Limousine"           | 3:40    |  |
| 10. | "Tá Beleza"           | 3:27    |  |
| 11. | "Mensageiro Da Folia" | 2:50    |  |
| 12. | "Palpite"             | 3:38    |  |
| 13. | "O Que É O Amor"      | 3:24    |  |
| 14. | "Auê Do Terra"        | 3:06    |  |

## Certificações
| Brasil (ABPD)                             | Ouro | 1999 | 100.000* |
| *número de vendas baseado na certificação |      |      |          |